# 过硫酸铵
過硫酸銨是一種白色晶體，分子式為(NH4)2S2O8，具有强氧化性和腐蚀性，易溶于水，在温水中溶解度增大，在水溶液中能水解成硫酸氢铵和过氧化氢。其干品具有良好的稳定性。加熱至120°C會分解，潮湿空气中易受潮结块。

## 制备
过硫酸铵由电解硫酸铵与硫酸的混合溶液得到。

## 用途
- 主要用作氧化剂和制备过氧化氢、过硫酸钾和其它过硫酸盐。

- 作为高分子聚合反应游离引发剂，特别是氯乙烯化合物聚合中的乳化聚合和氧化还原聚合。

- 油脂、肥皂业用作漂白剂。

- 用于制备苯胺染料以及染料的氧化和电镀工业、照相业和化学分析中。

- 食品级用作小麦改质剂、啤酒酵母防霉剂。

- 可作金属的蚀刻剂。

- 在聚丙烯酰胺凝胶电泳（PAGE）中用作自由基产生剂

## 安全
贮存于通风、干燥的库房中，禁与易燃、还原性和有机物混贮混运。